# Glen Rice
Glen Anthony Rice (Flint, Michigan, SAD, 28. svibnja 1967.) je bivši američki košarkaš.
Studirao je na Michiganskom sveučilištu, za čiju je momčad igrao. Miami Heat ga je 1989. izabrao na draftu u 1. krugu. Bio je 4. po redu izabrani igrač.

## Vanjske poveznice
- NBA.com